# Championnat du Tadjikistan de football 2004
Navigation
Saison précédente Saison suivante
La saison 2004 du Championnat du Tadjikistan de football est la treizième édition de la première division au Tadjikistan. La compétition regroupe dix clubs au sein d’une poule unique où ils s'affrontent quatre fois, deux à domicile et deux à l'extérieur. En fin de saison, pour permettre le passage du championnat à douze équipes, le dernier du classement est relégué et remplacé par les trois meilleurs clubs de deuxième division.
C'est le Regar-TadAZ Tursunzoda, triple tenant du titre, qui remporte à nouveau la compétition cette saison après avoir terminé en tête du classement final, avec un seul point d'avance sur le Vakhsh Qurghonteppa et quinze sur l'Aviator Bobojon Ghafurov. C'est le quatrième titre de champion du Tadjikistan de l'histoire du club.
À partir de cette saison, le champion du Tadjikistan se qualifie pour la Coupe du président de l'AFC, la nouvelle compétition de clubs mise en place par l'AFC pour les pays en voie de développement, dont fait partie le Tadjikistan.

## Les clubs participants
- FK Khodjent
- Regar-TadAZ Tursunzoda
- FK Danghara - Promu de D2
- FK Uroteppa
- Aviator Bobojon Ghafurov
- BDA Douchanbé
- Safarbek Karimov Gazimalik
- CSKA Douchanbé - Promu de D2
- Olymp-Ansol Kulob
- Vakhsh Qurghonteppa

## Compétition
Le barème de points servant à établir le classement se décompose ainsi :
- Victoire : 3 points
- Match nul : 1 point
- Défaite : 0 point

### Classement
| Rang | Équipe                     | Pts | J  | G  | N | P  | Bp  | Bc  | Diff |
| ---- | -------------------------- | --- | -- | -- | - | -- | --- | --- | ---- |
| 1    | Regar-TadAZ TursunzodaT    | 86  | 36 | 26 | 8 | 2  | 111 | 32  | +79  |
| 2    | Vakhsh QurghonteppaC       | 85  | 36 | 26 | 7 | 3  | 89  | 24  | +65  |
| 3    | Aviator Bobojon GhafurovP  | 71  | 36 | 22 | 5 | 9  | 87  | 33  | +54  |
| 4    | FK Khodjent                | 60  | 36 | 17 | 9 | 10 | 56  | 36  | +20  |
| 5    | BDA Douchanbé              | 52  | 36 | 15 | 7 | 14 | 65  | 56  | +9   |
| 6    | FK Uroteppa (exclu)        | 41  | 36 | 11 | 8 | 17 | 52  | 65  | -13  |
| 7    | CSKA DouchanbéP            | 37  | 36 | 11 | 4 | 21 | 55  | 76  | -21  |
| 8    | FK DangharaP               | 37  | 36 | 10 | 7 | 19 | 47  | 67  | -20  |
| 9    | Olymp-Ansol Kulob          | 36  | 36 | 10 | 6 | 20 | 55  | 70  | -15  |
| 10   | Safarbek Karimov Gazimalik | 1   | 36 | 0  | 1 | 35 | 15  | 179 | -164 |

|  | Qualification pour la Coupe du président de l'AFC 2005                                      |
|  | Relégation en deuxième division                                                             |
|  | Retrait du championnat en fin de saison                                                     |
|  | T : Tenant du titre C : Vainqueur de la Coupe du Tadjikistan P : Promu de deuxième division |

- Le FK Uroteppa est exclu du championnat après la 31e journée, à la suite de deux forfaits consécutifs mais n'est pas condamné à la relégation. Il choisit cependant de se retirer du championnat en fin de saison.
- Le Safarbek Karimov Gazimalik, propriété du président de la Fédération tadjik, abandonne le championnat après sa démission.

## Bilan de la saison
| Championnat du Tadjikistan de football 2004 |                                   |
| Champion                                    | Regar-TadAZ Tursunzoda (4e titre) |
| Coupes et trophées                          |                                   |
| Vainqueur de la Coupe du Tadjikistan 2004   | Aviator Chkalovsk                 |
| Qualifications continentales                |                                   |
| Coupe du président de l'AFC 2005            | Regar-TadAZ Tursunzoda            |
| Promotions et relégations                   |                                   |
| Promus en Vysshaya Liga                     | CSKA-Pamir Douchanbé              |
| Promus en Vysshaya Liga                     | Hima Douchanbé                    |
| Promus en Vysshaya Liga                     | FK Saroy Kamar                    |
| Relégués en Deuxième division               | Safarbek Karimov Gazimalik        |
| Relégués en Deuxième division               | FK Uroteppa (retrait)             |
| Relégués en Deuxième division               | BDA Douchanbé (retrait)           |